# Dąbrowy (województwo warmińsko-mazurskie)
Dąbrowy – wieś kurpiowska w Polsce położona w województwie warmińsko-mazurskim, w powiecie szczycieńskim, w gminie Rozogi, na północnym krańcu Puszczy Zielonej.

## Położenie i topografia
Dąbrowy położone są po południowej stronie historycznej granicy polsko-pruskiej, na pograniczu kurpiowsko-mazurskim. Pagórkowy teren miejscowości pokrywają lasy sosnowe. Dominują gleby zaliczane do V i VI klasy bonitacyjnej. Powierzchnia wsi wynosi 2 483,33 ha. 

## Historia

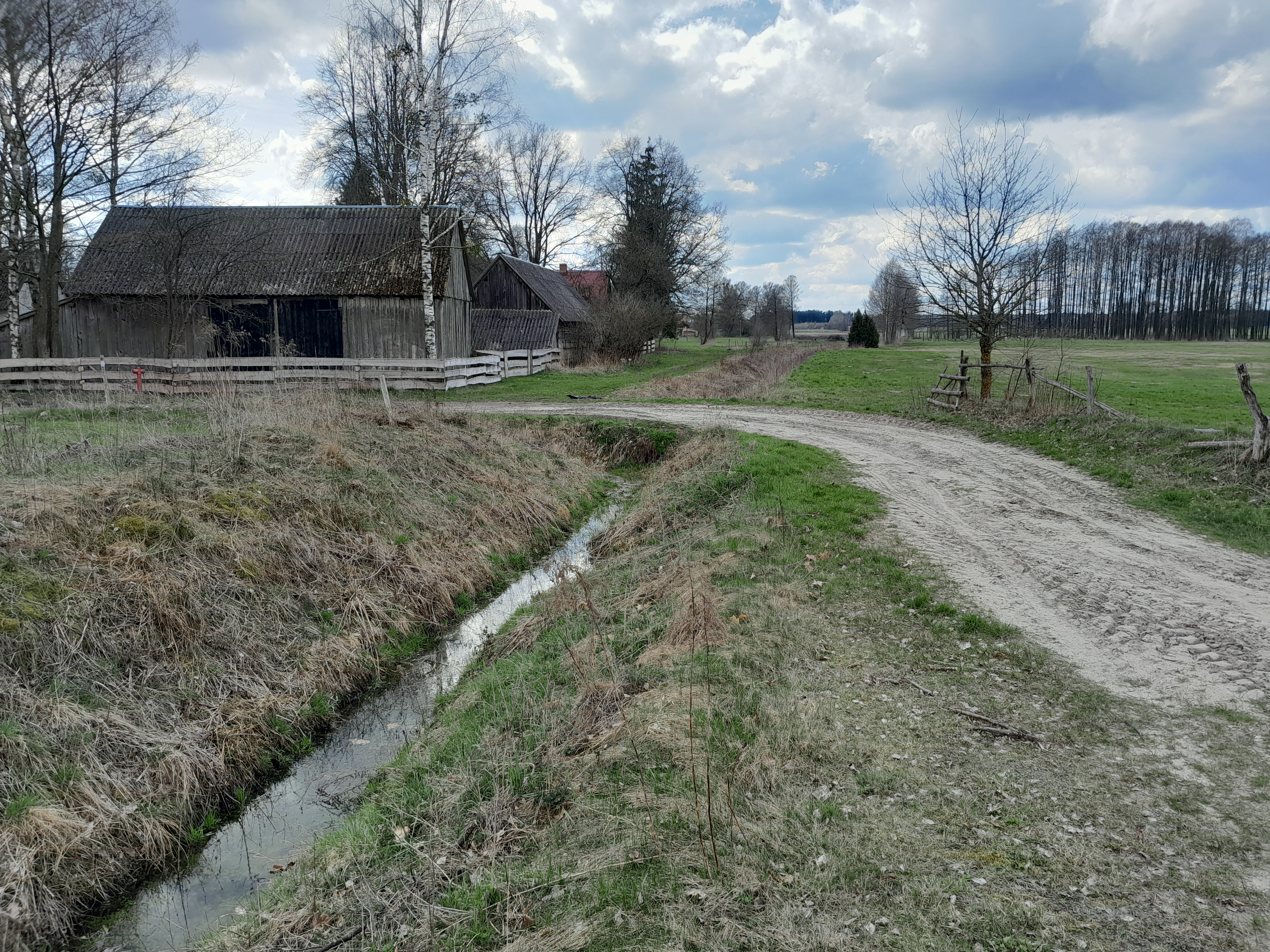
Dawny rów graniczny między Polską a Prusami Wschodnimi za przysiółkiem Kaczory

### Wieki XVII–XVIII
Powstanie Dąbrów wiąże się z procesem zasiedlania Puszczy Zielonej. Do XVII wieku osadnictwo miało charakter sezonowy, związany z eksploatacją dóbr leśnych. Od połowy XVII wieku osadnictwo zaczęło przybierać charakter stały. W tym okresie powstały Dąbrowy. Pierwszym dokumentem, który wymienia Dąbrowy jako nowo powstałą wieś, jest lustracja dóbr królewskich województwa mazowieckiego z lat 1660–1661, w której wskazano, że Dąbrowy były wsią należącą do starostwa ostrołęckiego, osadzoną na 3,5 włókach, a jej mieszkańcy płacili czynsz w wysokości 71/1/9 florenów. Pierwsi mieszkańcy Dąbrów zajmowali się myślistwem, rybołówstwem, bartnictwem oraz karczunkiem okolicznych lasów.
Pod koniec XVII wieku w Dąbrowach mieściła się cegielnia. Natomiast w wieku XVIII we wsi funkcjonowała kopalnia bursztynu.
Od chwili powstania Dąbrowy były wsią nadgraniczną położoną w sąsiedztwie Prus Wschodnich. W lustracji starostwa ostrołęckiego z 1789 zapisano, że część gruntów Dąbrów zabrano na rzecz wsi Rozogi po stronie pruskiej. Pola wsi Dąbrowy były dziarnowate, Zgorzyste, oprócz Zarośli borowych rzadkich, lasu niema żadnego. We wsi mieszkało 102 gospodarzy, którzy płacili rocznie 2964 zł czynszu i 714 zł propinacji. 

### Wiek XIX
W wieku XIX liczba gospodarstw i mieszkańców miejscowości systematycznie rosła:  
- 1827 r. – 114 gospodarstw i 754 mieszkańców[10],
- 1830 r. – 125 gospodarstw i 655 mieszkańców,
- 1876 r. – 985 mieszkańców,
- 1880 r. – 132 gospodarstwa i 1207 mieszkańców[7][10].

W okresie powstania styczniowego w Dąbrowach doszło do dwóch ataków oddziałów powstańczych na rosyjską komorę celną. W dniu 2 lutego 1863 r. oddział powstańczy pod dowództwem Roberta Skowrońskiego liczący ponad 140 osób zaatakował rosyjską komorę celną bronioną przez 36 żołnierzy straży granicznej i 12 kozaków. W wyniku starcia zginęło 18 Rosjan, 5 zostało rannych, a 4 wzięto do niewoli. Do Rozóg uciekło 22 Rosjan i kozaków. Zginął jeden powstaniec o nazwisku Stępkowski, 4 zostało rannych. Polacy zdobyli 3 konie, 18 karabinów, 2 pistolety i 2 pałasze. Do kolejnego ataku powstańców doszło 8 marca 1863 r. – przeprowadził go oddział Władysława Cichorskiego pod dowództwem Zygmunta Padlewskiego. Powstańcy zdobyli nieznaczne ilości broni, amunicji, kilka koni, znaczną ilość wojskowej odzieży. Ujęto 5 strażników, reszta obsady placówki jeszcze przed nadejściem powstańców uciekła do Rozóg.  
W latach 80. XIX wieku we wsi panowała epidemia cholery. Mając na celu zatrzymanie zarazy, w 1889 roku mieszkańcy postawili na rogatkach wsi cztery krzyże. Jeden z nich do dziś stoi na terenie posesji szkolnej.  

### Wiek XX

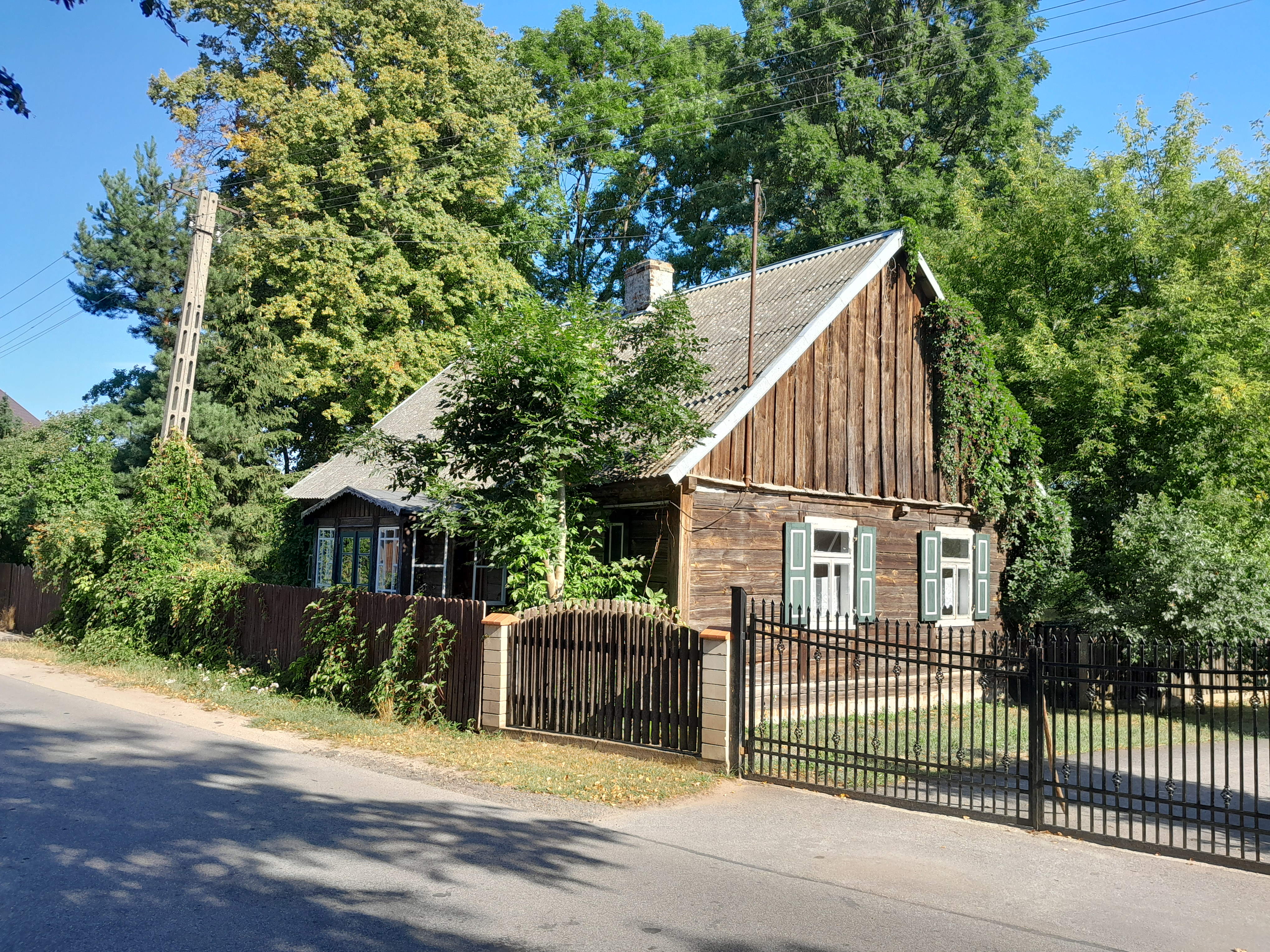
Chałupa Leonkiewiczów gdzie w latach 1926-1949 mieściła się SP w Dąbrowach

Wiek XX przyniósł dalszy rozwój miejscowości. Według powszechnego spisu ludności z 1921 wieś zamieszkiwało 1394 osób w 229 budynkach mieszkalnych. W 1926 r. w Dąbrowach mieszkało już 1484 mieszkańców, natomiast w 1939 r. ponad 2 tys. osób.  
W 1925 r. założono Ochotniczą Straż Pożarną. Od 1934 r. funkcjonowało Katolickie Stowarzyszenie Młodzieży. Działał także Związek Młodzieży Ludowej. W 1931 r. członkowie tej organizacji wystąpili w Polskim Radiu w Warszawie, prezentując pieśni kurpiowskie. W 1936 r. powstała Spółdzielnia Spożywców.  
Miejscowość należała do parafii rzymskokatolickiej w Myszyńcu. Podlegała pod sąd grodzki w Myszyńcu i okręgowy w Łomży; właściwy urząd pocztowy mieścił się w Myszyńcu.   
1 września 1939 r. o godz. 4:30 wojska niemieckie ostrzelały placówki Straży Granicznej w Dąbrowach i Pełtach.    
W okolicach Dąbrów 1 września 1939 r. Szwadron Kawalerii Korpusu Ochrony Pogranicza "Olkieniki" pod dowództwem ppor. Henryka Mormana rozbił oddział niemieckich kawalerzystów. W potyczce zginęło 29 Niemców, w tym 1 oficer i 3 podoficerów. Do niewoli wzięto dowódcę szwadronu niemieckiego Ernsta Neumana i 18 kawalerzystów. Zdobyto 40 koni, 2 samochody z kuchnią polową i  kilka wozów taborowych. Reszta Niemców uciekła w kierunku Prus Wschodnich.  Po stronie polskiej jeden ułan został ranny, stracono jednego konia.   
W 1991 r. we wsi wybudowano kościół, a w 1999 r. utworzono parafię rzymsko-katolicką pw. Św. Józefa Oblubieńca.    

## Granice i podziały administracyjne
Wieś podzielona jest na dwa sołectwa: Dąbrowy I i Dąbrowy II.

### Zmiany administracyjne
Do 1795 Dąbrowy wchodziły w skład starostwa ostrołęckiego, ziemi łomżyńskiej i województwa mazowieckiego. W wyniku III rozbioru Polski znalazły się w prowincji Prusy Nowowschodnie (departament płocki, powiat ostrołęcki). Po powstaniu Księstwa Warszawskiego Dąbrowy były częścią departamentu płockiego i powiatu ostrołęckiego. W Królestwie Polskim włączono je do województwa płockiego, obwodu ostrołęckiego i powiatu ostrołęckiego. W 1837 województwa przemianowano na gubernie, w 1842 obwody na powiaty, a powiaty na okręgi sądowe. Po odzyskaniu niepodległości przez Polskę, w latach 1919–1939, wieś leżała w województwie białostockim, w powiecie ostrołęckim, w gminie Myszyniec. W wyniku agresji niemieckiej we wrześniu 1939 wieś znalazła się pod okupacją niemiecką. Od 1939 do 1945 włączona w skład Landkreis Scharfenwiese (powiatu ostrołęckiego) w rejencji ciechanowskiej na terenie Prus Wschodnich w III Rzeszy.  

#### Referendum w sprawie przynależności administracyjnej
Z uwagi na prowadzoną przez państwo polskie w okresie powojennym politykę integracji terenów tzw. Ziem Odzyskanych z pozostałymi ziemiami Polski gromada Dąbrowy w 1961 została włączona do powiatu szczycieńskiego i województwa olsztyńskiego. Równocześnie gromada została zniesiona, a jej obszar został włączony do gromady Rozogi. Skutkowało to tym, że pierwszy raz w dziejach Dąbrów ta kurpiowska wieś znalazła się w administracyjnych granicach powiatu mazurskiego. W wyniku reformy administracji państwa z dniem 1 czerwca 1975 gmina Rozogi, do której należały Dąbrowy, została włączona do województwa ostrołęckiego. To z kolei spowodowało, że pierwszy raz w dziejach część Mazur znalazła się w granicach administracyjnych powiatu leżącego na Kurpiach Zielonych. Kolejna reforma administracyjna z 1998 spowodowała, że gmina Rozogi, w skład której wchodziła miejscowość Dąbrowy, wróciła do powiatu szczycieńskiego w województwie warmińsko-mazurskim.  
Przynależność mieszkańców Dąbrów do społeczności kurpiowskiej i silna identyfikacja z kulturą kurpiowską spowodowała, że zaczęły się pojawiać postulaty ponownego włączenia miejscowości do gminy Myszyniec i powiatu ostrołęckiego. Skutkowało to organizacją referendum w tej sprawie, które zostało przeprowadzone 13 listopada 2005. W jego wyniku 456 osób (69%) opowiedziało się za pozostaniem Dąbrów w gminie Rozogi, a 201 osób było temu przeciwnych. 4 osoby wstrzymały się od głosu. Uprawnione do głosowania były 1003 osoby.  

### Części wsi
W użyciu funkcjonują nazwy miejscowe określające części wsi: Robacze, Maniste, Gównicha, Nowe Osiedle, Wygon, Kaczory, Działy, Zagóra. 

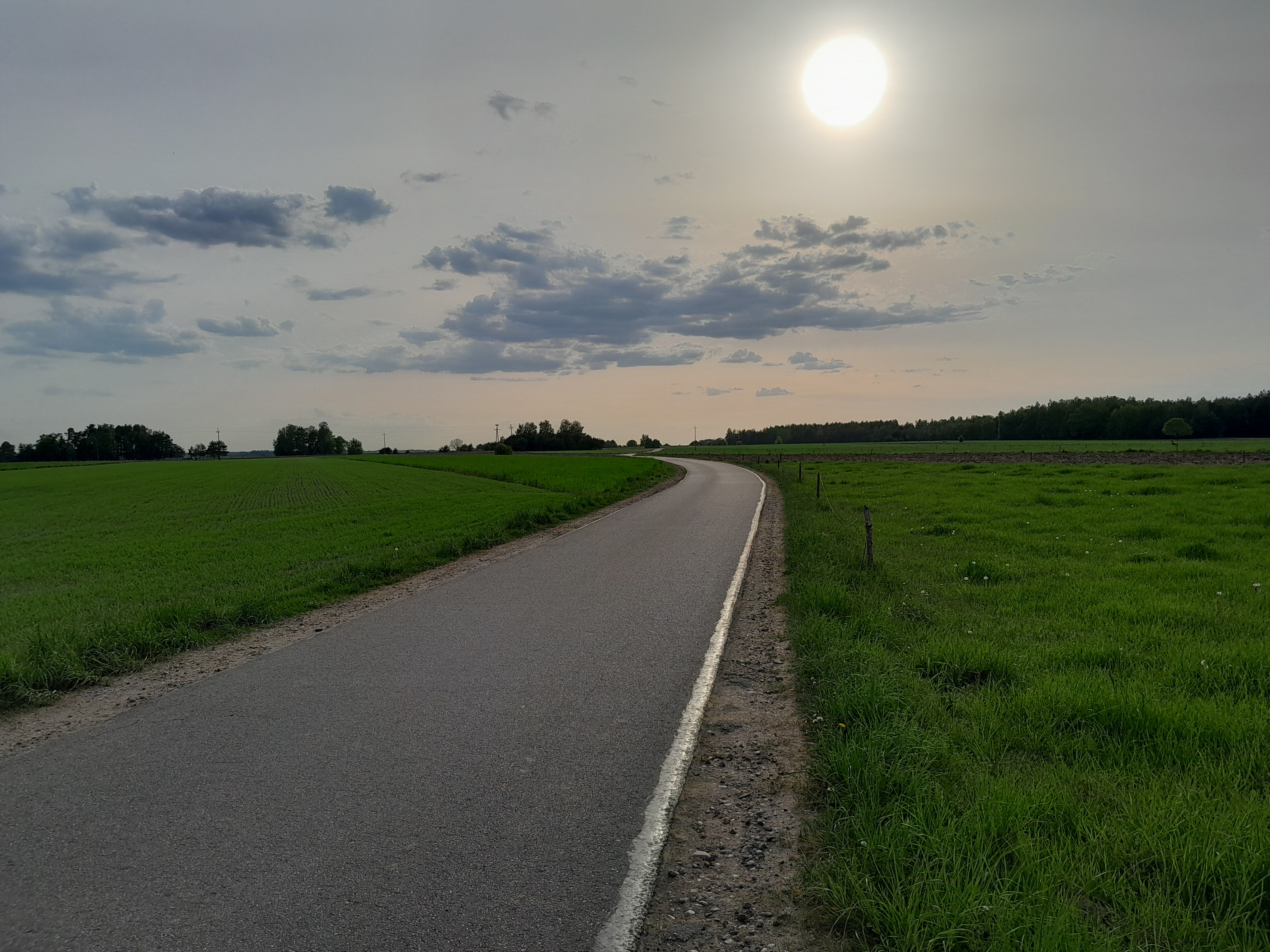
Droga z kolonii Działy w kierunku wsi Dąbrowy
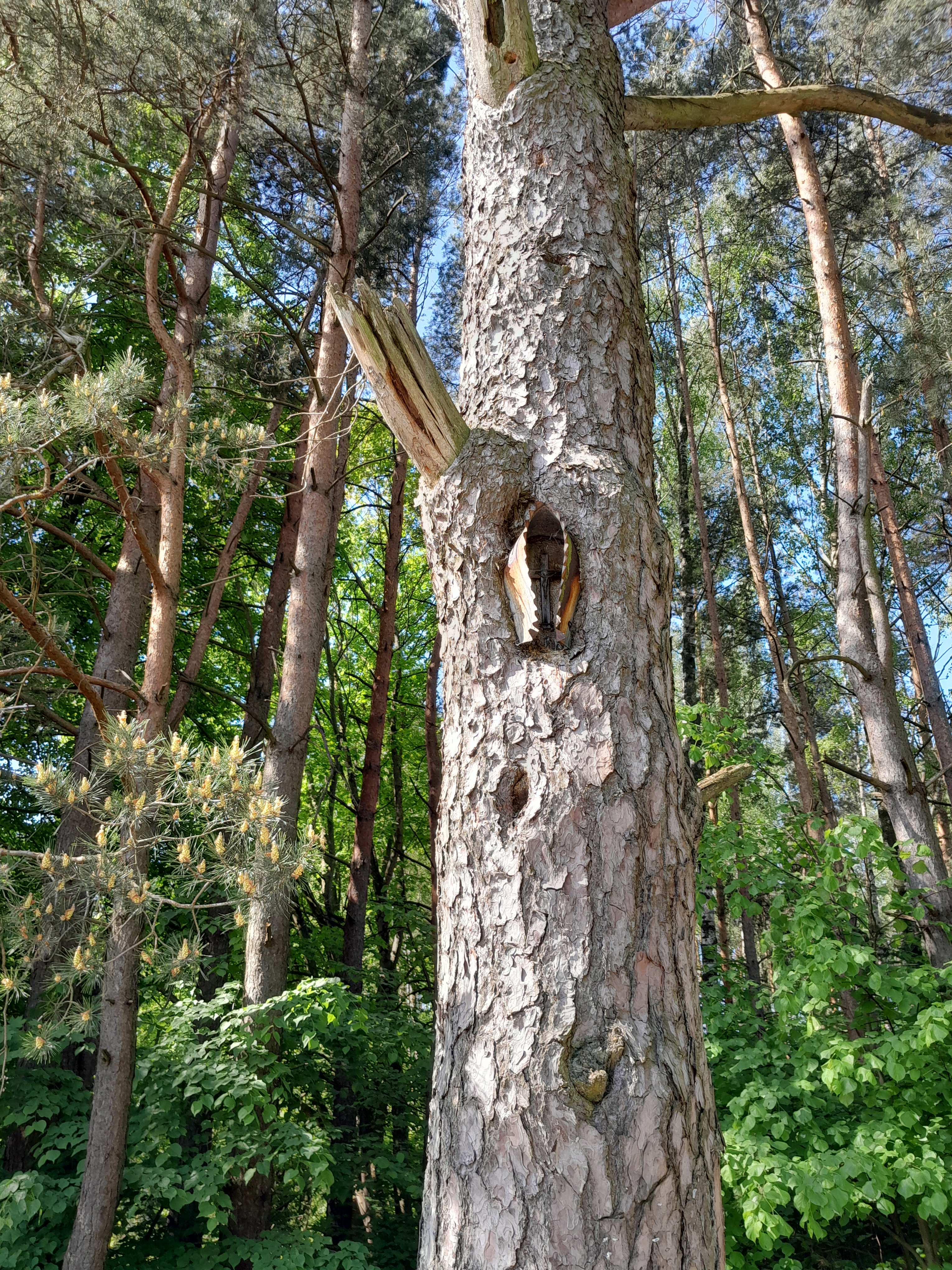
Krucyfiks na sośnie w kolonii Działy
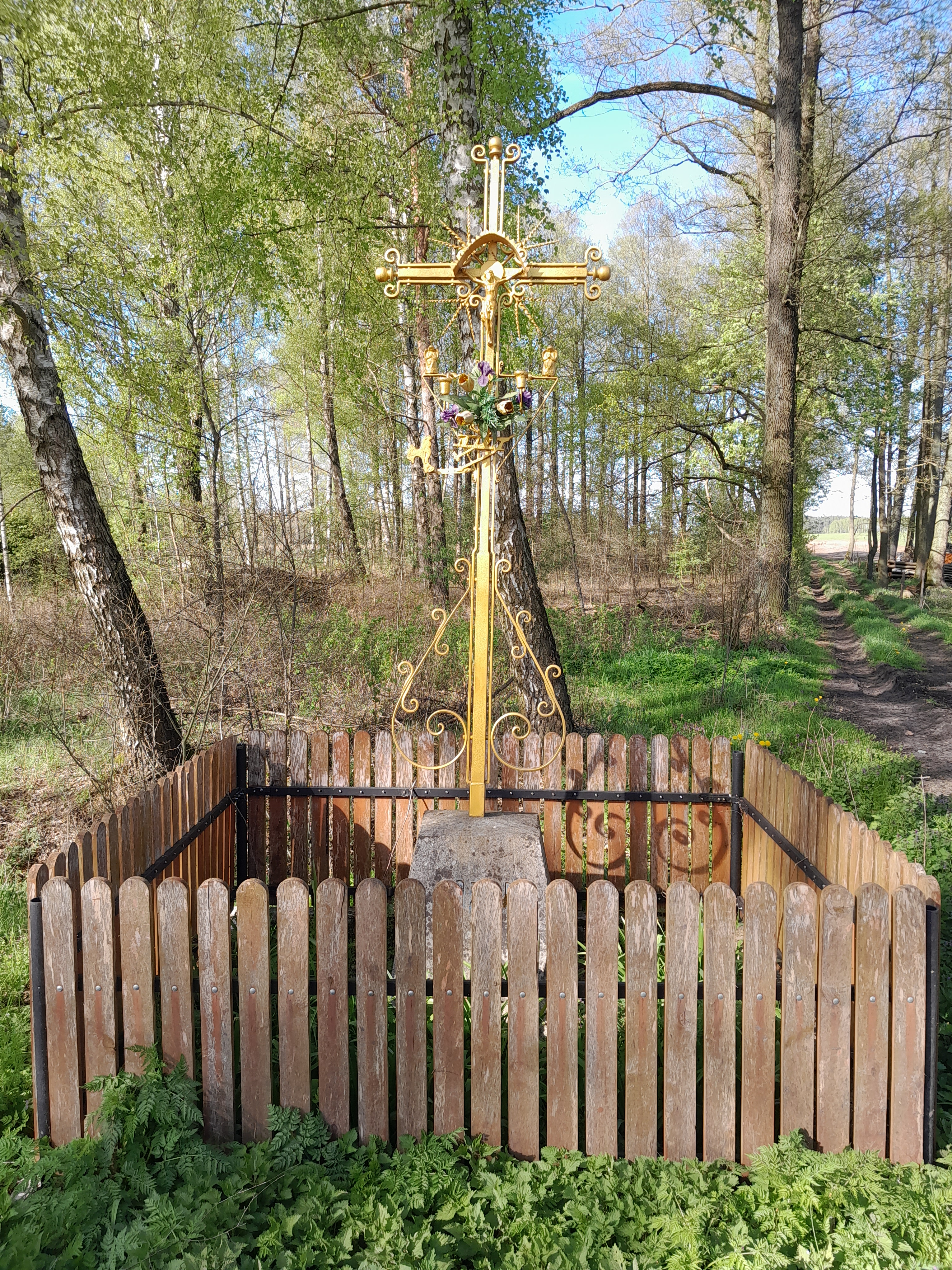
Krzyż przydrożny w przysiółku Gównicha

## Demografia
Dąbrowy to największa miejscowość kurpiowska w należącej do województwa warmińsko-mazurskiego gminie Rozogi. W 2006 zamieszkiwało ją 1361 osób. W 2021 Dąbrowy liczyły 1198 mieszkańców. Według Ewidencji Ludności Urzędu Gminy Rozogi na dzień 31 grudnia 2021 r. miejscowość zamieszkiwało 1230 osób. Przeważającą część ludności stanowią osoby w wieku produkcyjnym (766 osób). Ludność wsi stanowi 22,06 % wszystkich mieszkańców gminy Rozogi.

## Gospodarka i infrastruktura

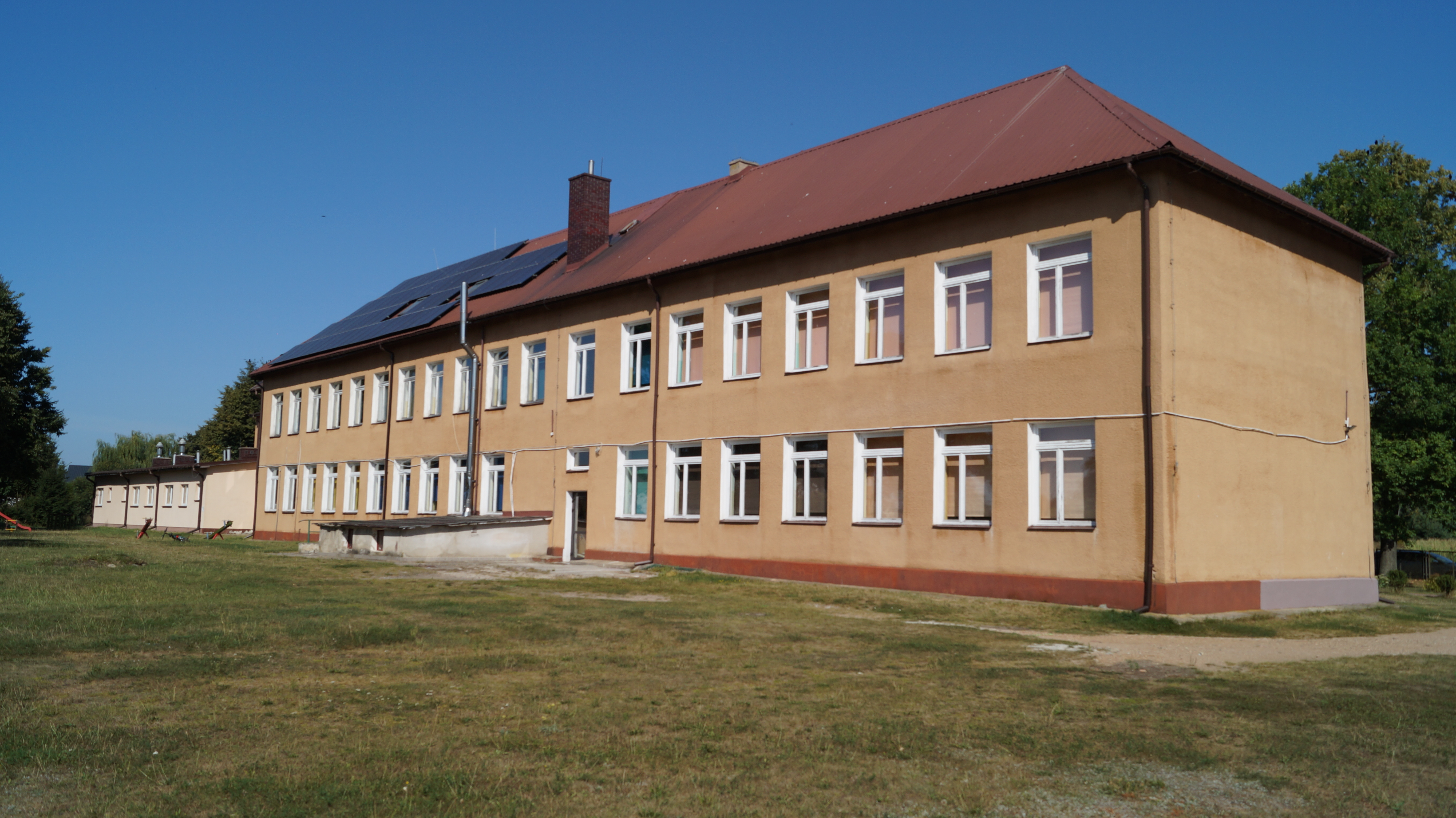
Budynek Zespołu Szkolno-Przedszkolnego w Dąbrowach

Dąbrowy są miejscowością o charakterze rolniczym z dominującą hodowlą bydła mlecznego. Na terenie wsi działalność gospodarczą prowadzi 17 podmiotów . 
Przez miejscowość przebiega droga krajowa nr 53, dwie drogi powiatowe oraz trzy drogi gminne. 
We wsi mieści się Zespół Szkolno-Przedszkolny w Dąbrowach obejmujący Przedszkole Samorządowe oraz Szkołę Podstawową (powstała w 1957). Działa tu filia Gminnej Biblioteki Publicznej w Rozogach.
W miejscowości funkcjonuje jednostka Ochotniczej Straży Pożarnej. 
Miejscowość jest siedzibą parafii św. Józefa Oblubieńca.

We wsi znajduje się zbiornik astatyczny. 

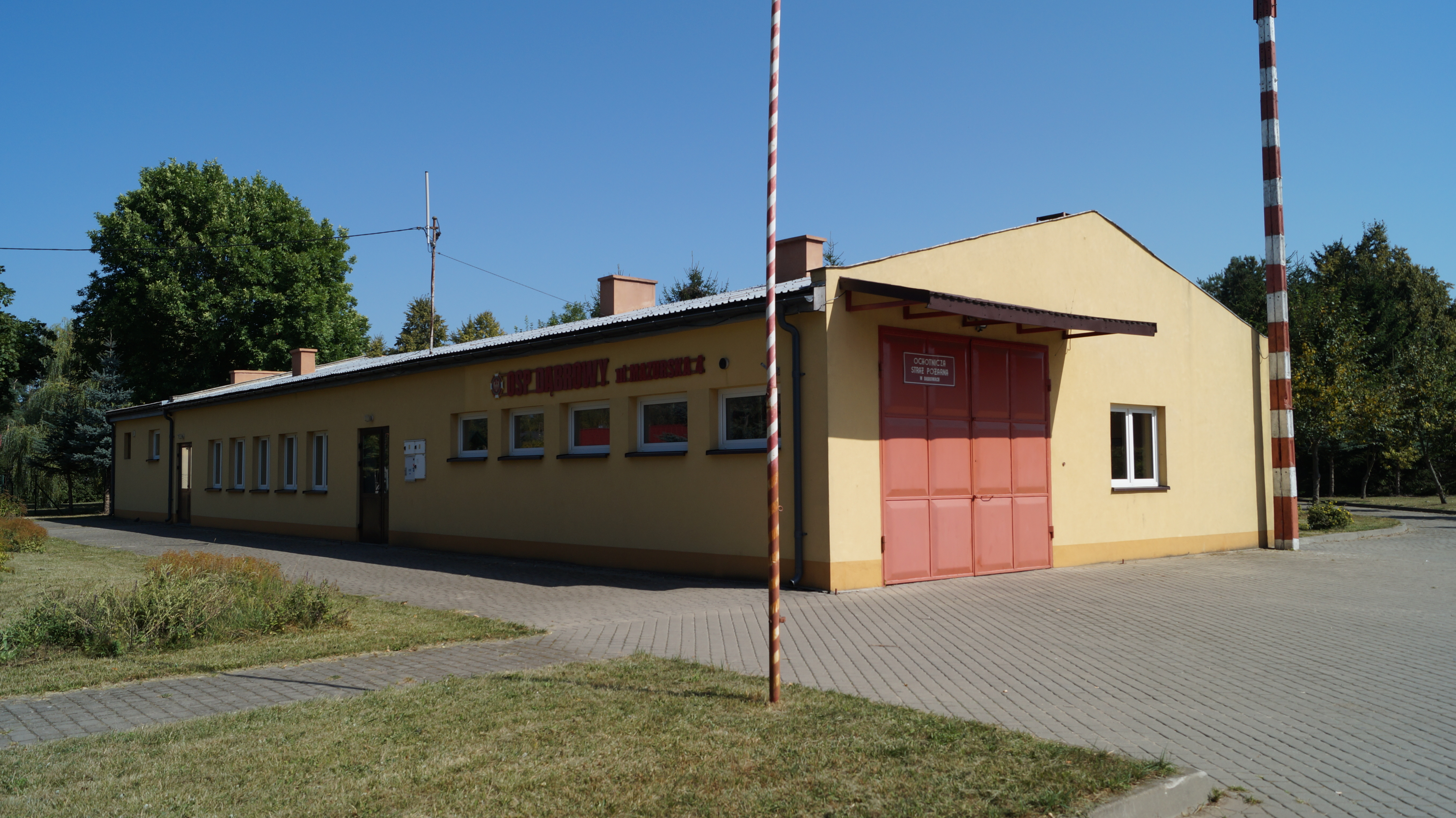
Remiza OSP w Dąbrowach
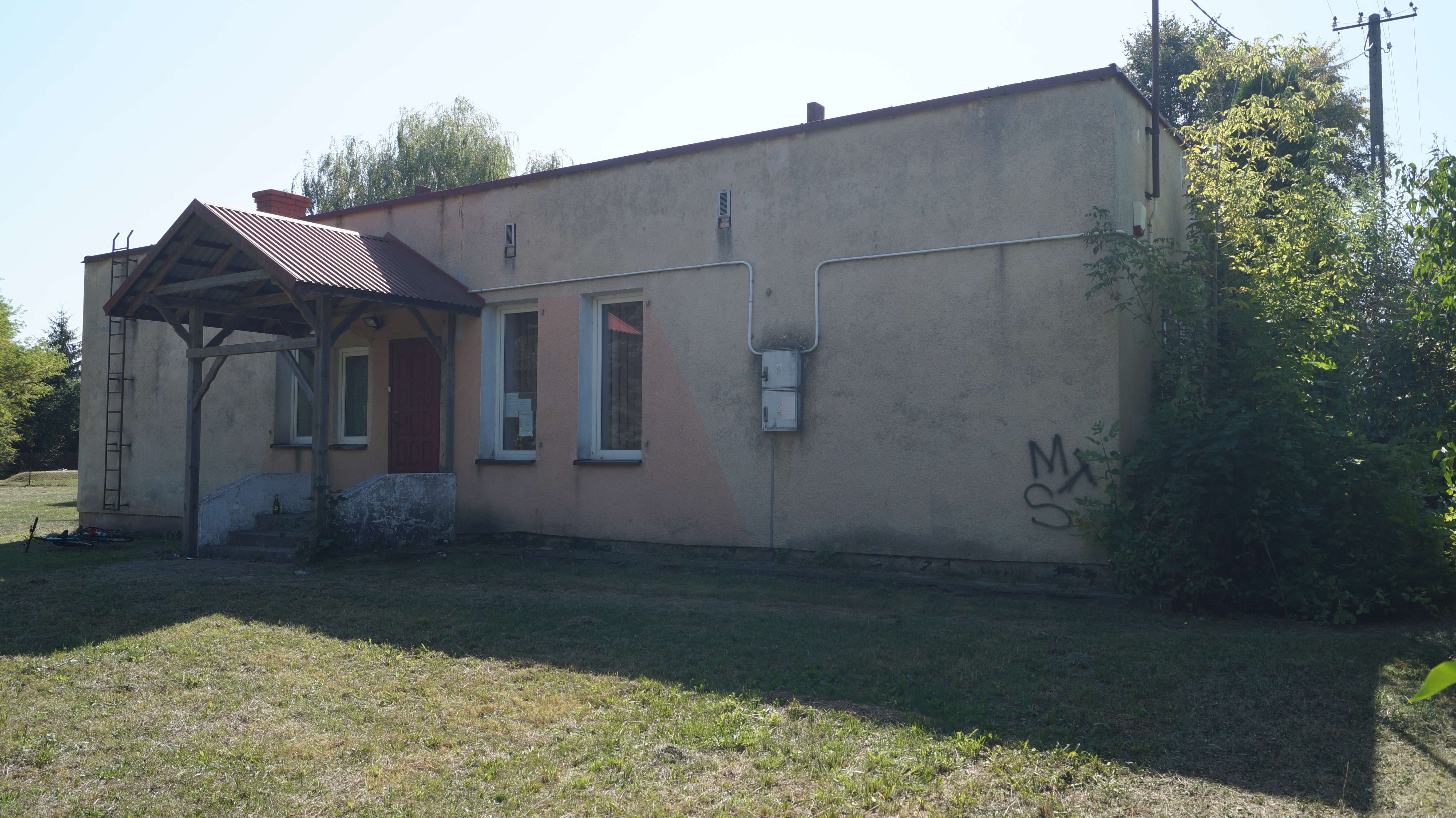
Filia Biblioteki Publicznej w Rozogach
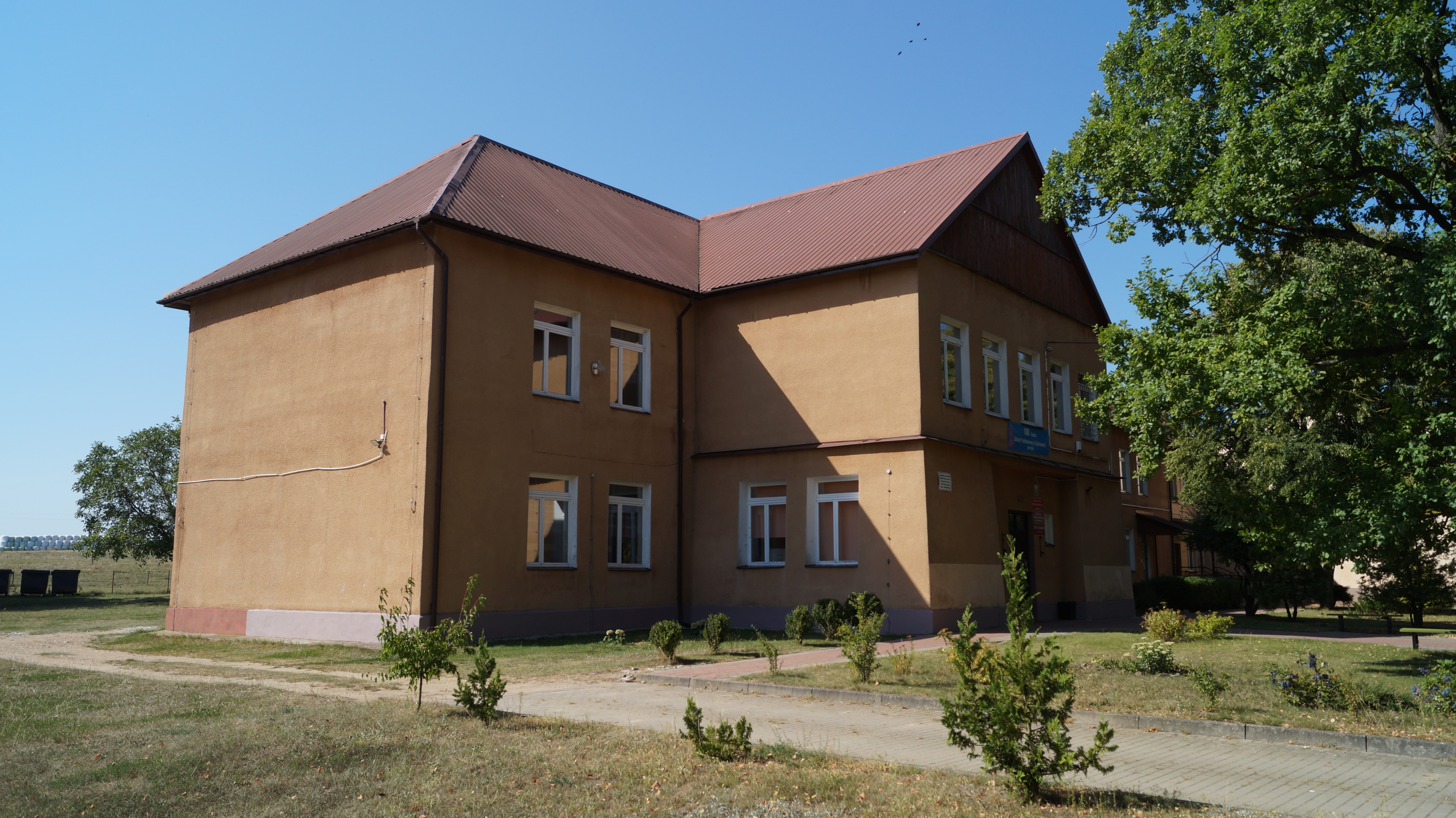
Zespół Szkolno-Przedszkolny w Dąbrowach
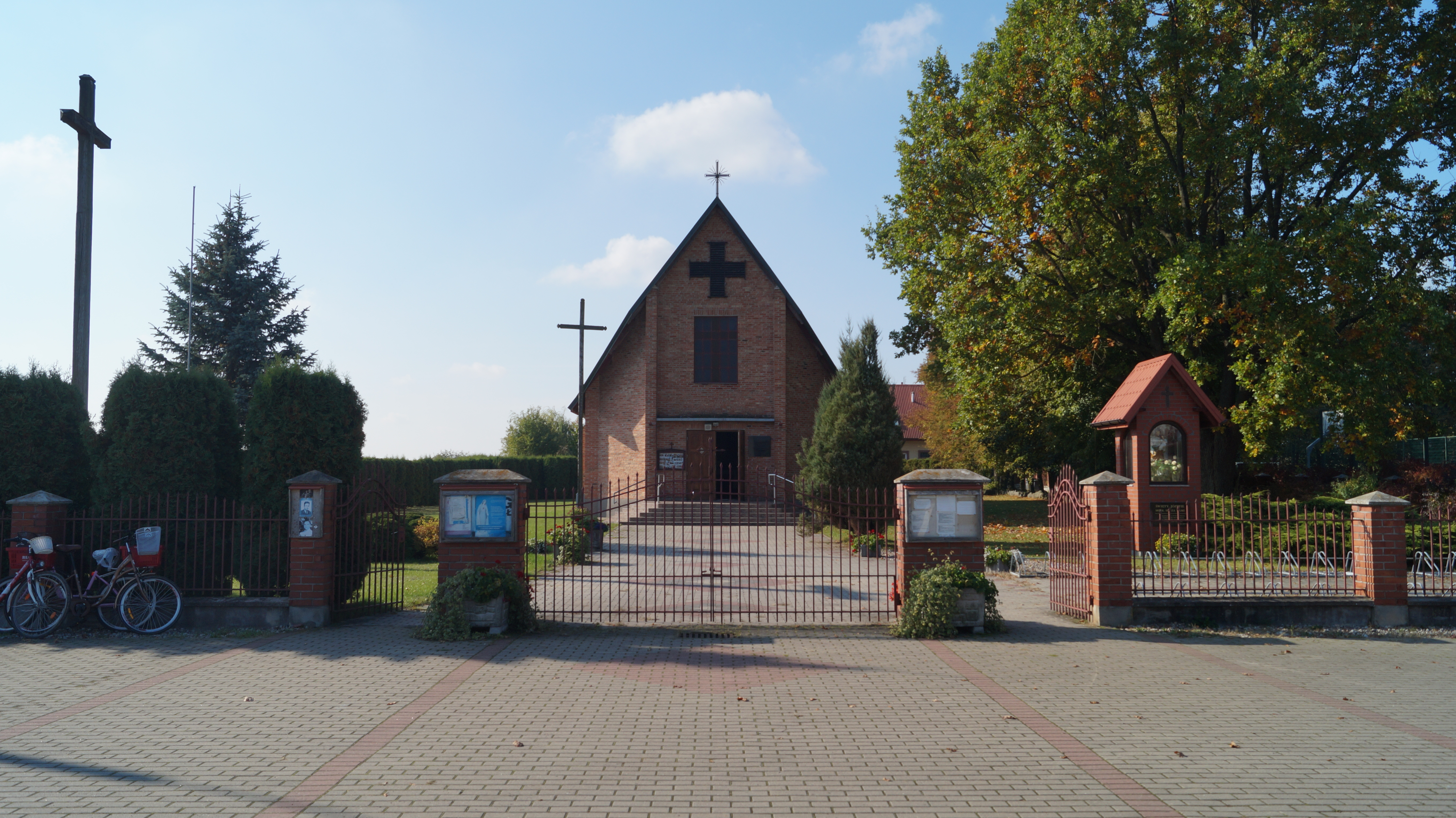
Kościół w Dąbrowach
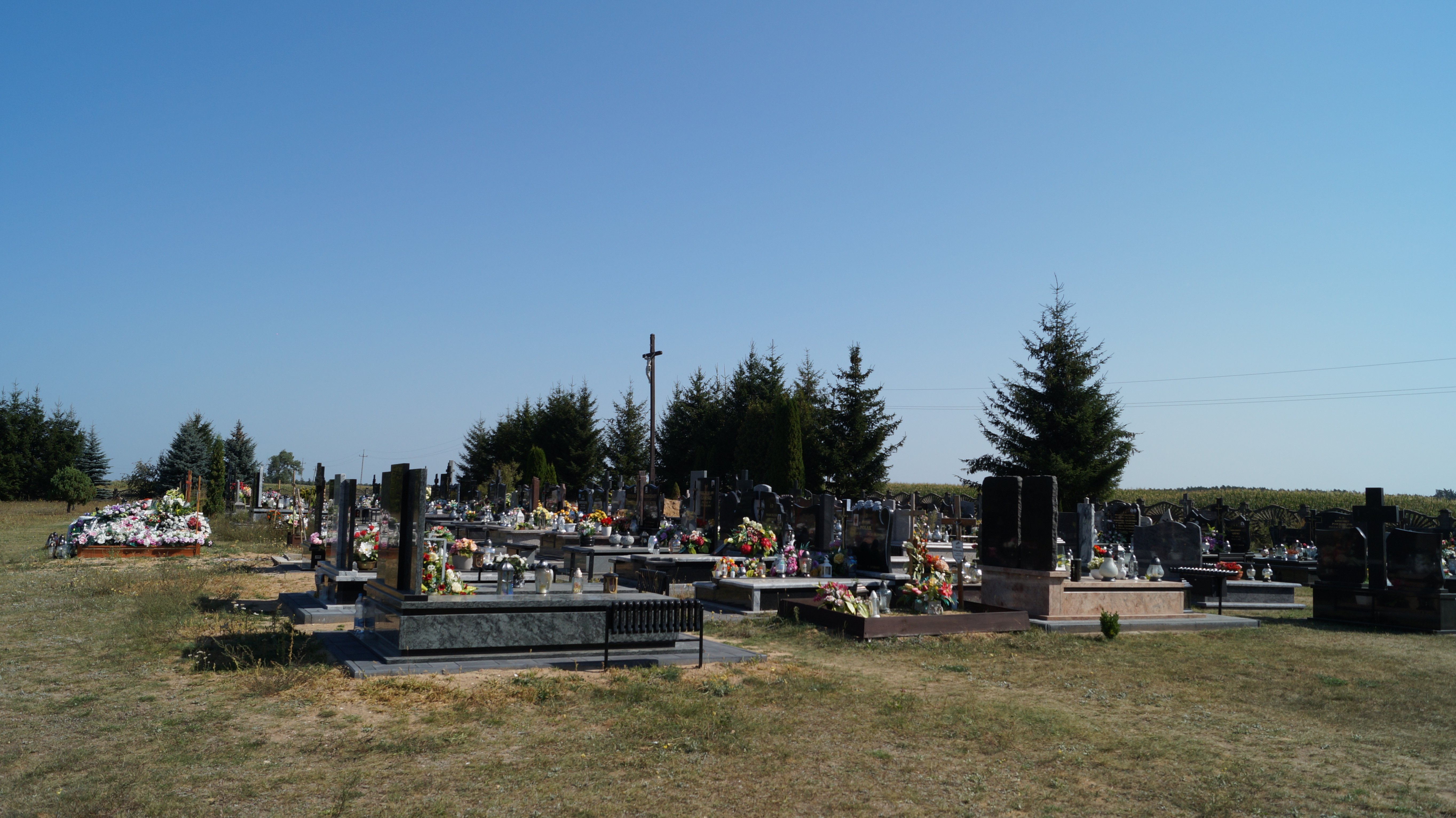
Cmentarz w Dąbrowach

## Kultura
Mieszkańcy wsi aktywnie uczestniczą w kultywowaniu tradycji kurpiowskich. W miejscowości organizowane są konkursy i wystawy przedstawiające lokalny folklor. W 2003 r. w miejscowej szkole otwarto izbę regionalną. 29 września 2024 r. została otwarta izba kurpiowska w ponad stuletniej drewnianej chacie. 

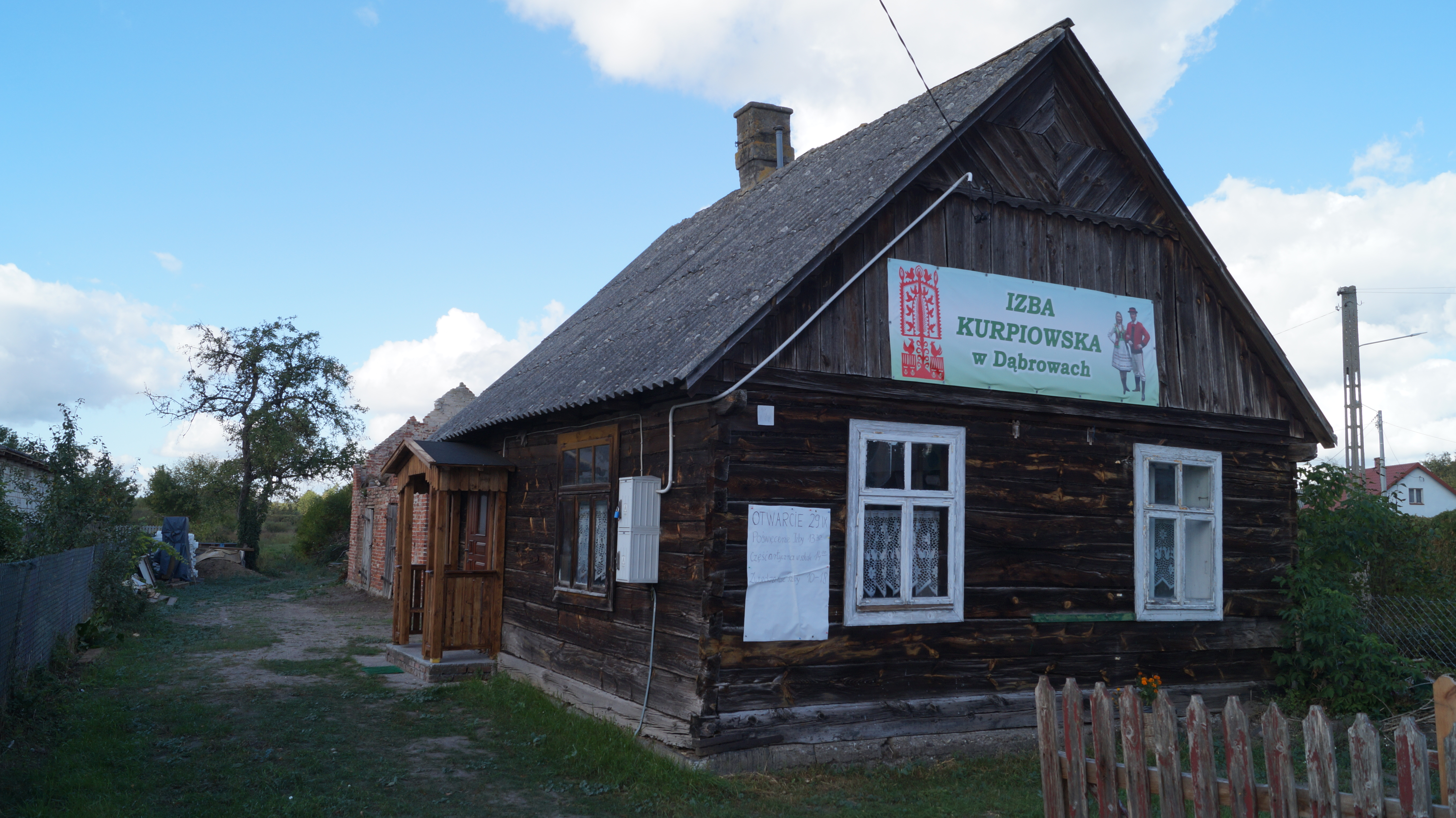
Izba Kurpiowska w Dąbrowach
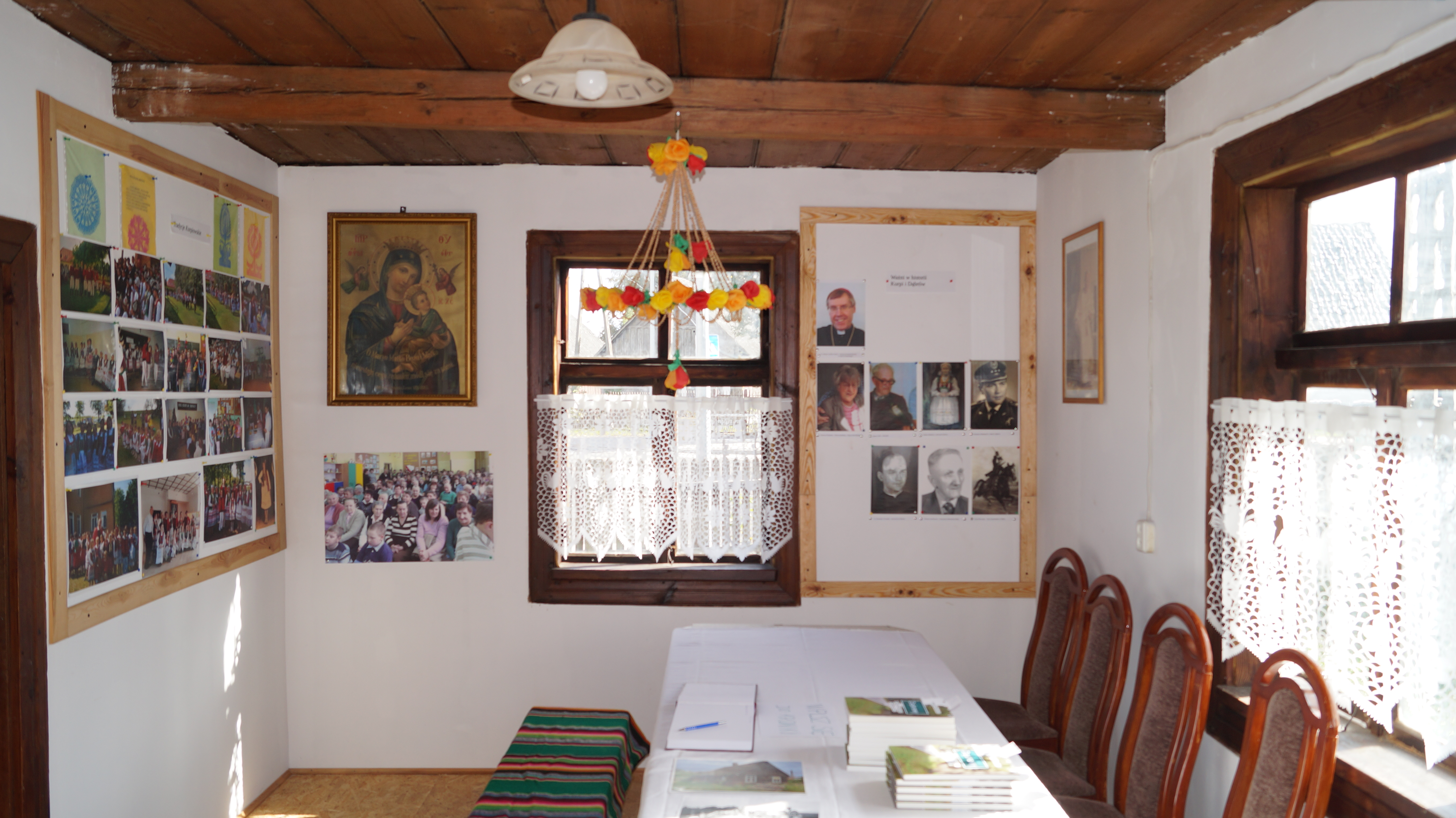
Wnętrze Izby Kurpiowskiej w Dąbrowach
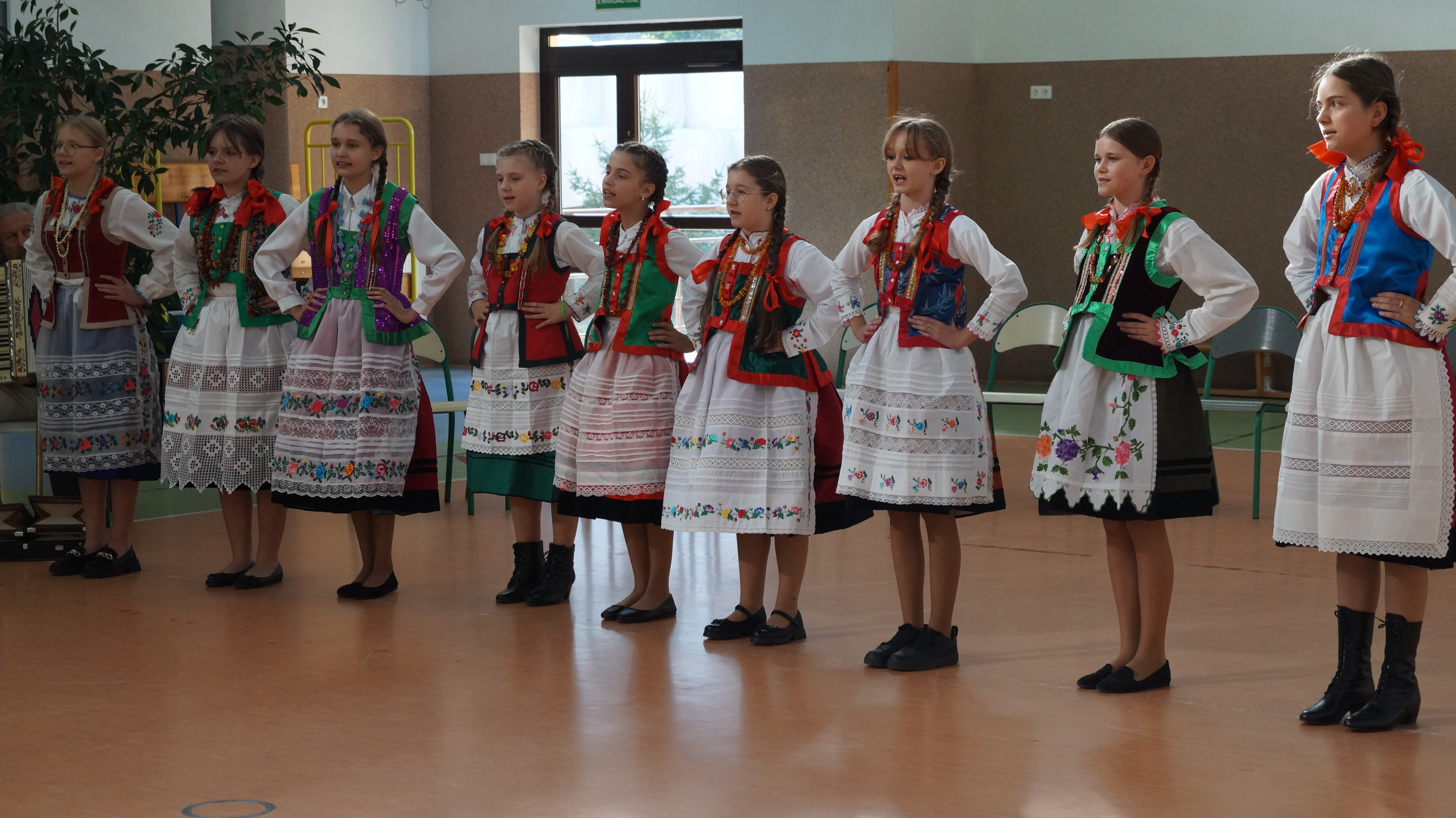
Występ zespołu "Młode Dąbrozionki"
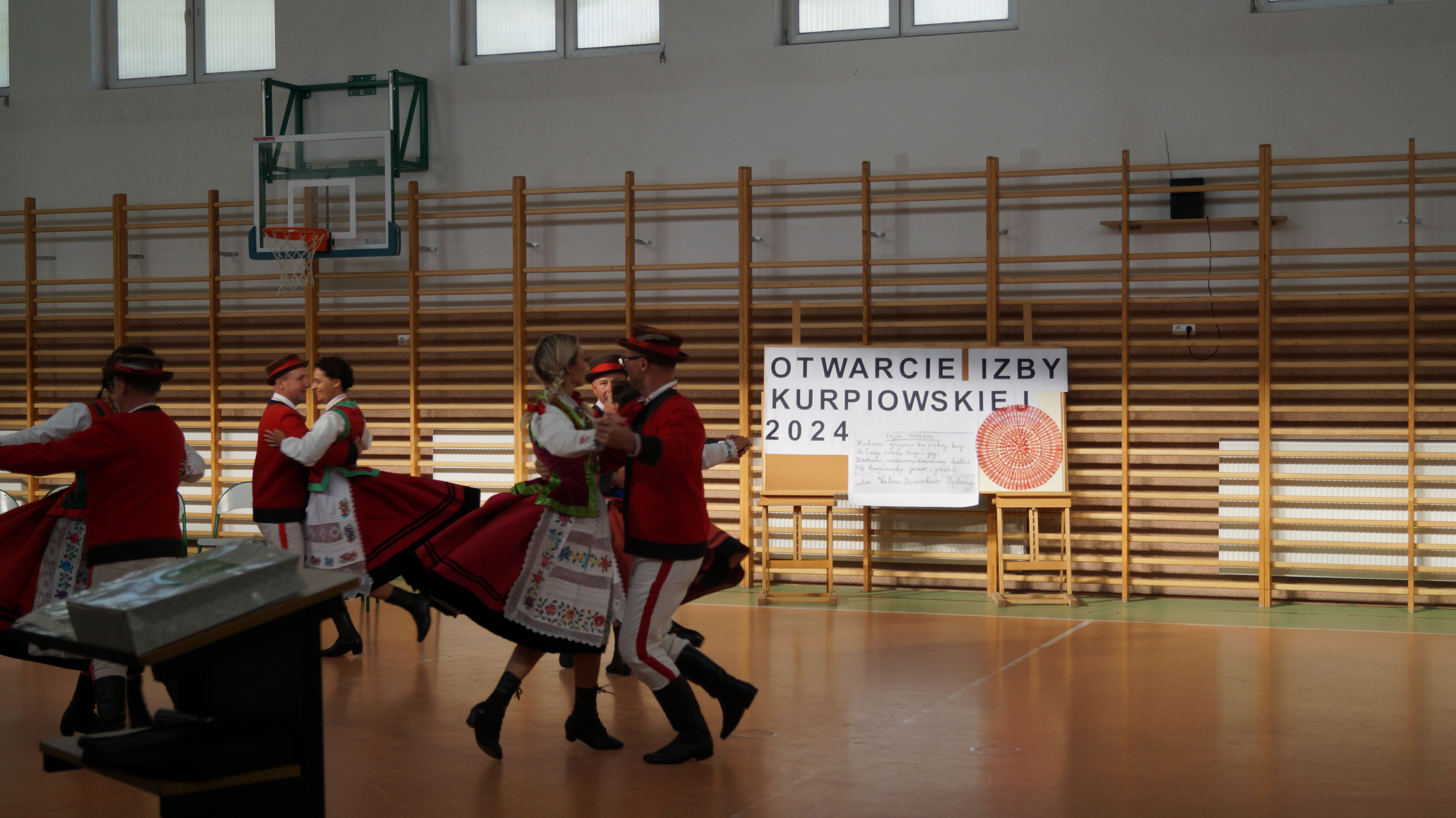
Występ Zespołu Folklorystycznego "Kurpiowszczyzna" z Myszyńca na otwarciu Izby Kurpiowskiej w Dąbrowach

## Ludzie związani z miejscowością
- Waleria Żarnoch – śpiewaczka ludowa, poetka, gawędziarka, wycinankarka[24][25][26],
- Ignacy Zyśk – muzyk ludowy, skrzypek[13],
- Krzysztof Kowalski – gawędziarz ludowy, najmłodszy laureat nagrody Kurpik (2002)[27][28],
- Józef Rządzki  - nauczyciel, oficer Wojska Polskiego, członek ZWZ, AK oraz WiN[29][30].

## Galeria

Kapliczki w miejscowości Dąbrowy
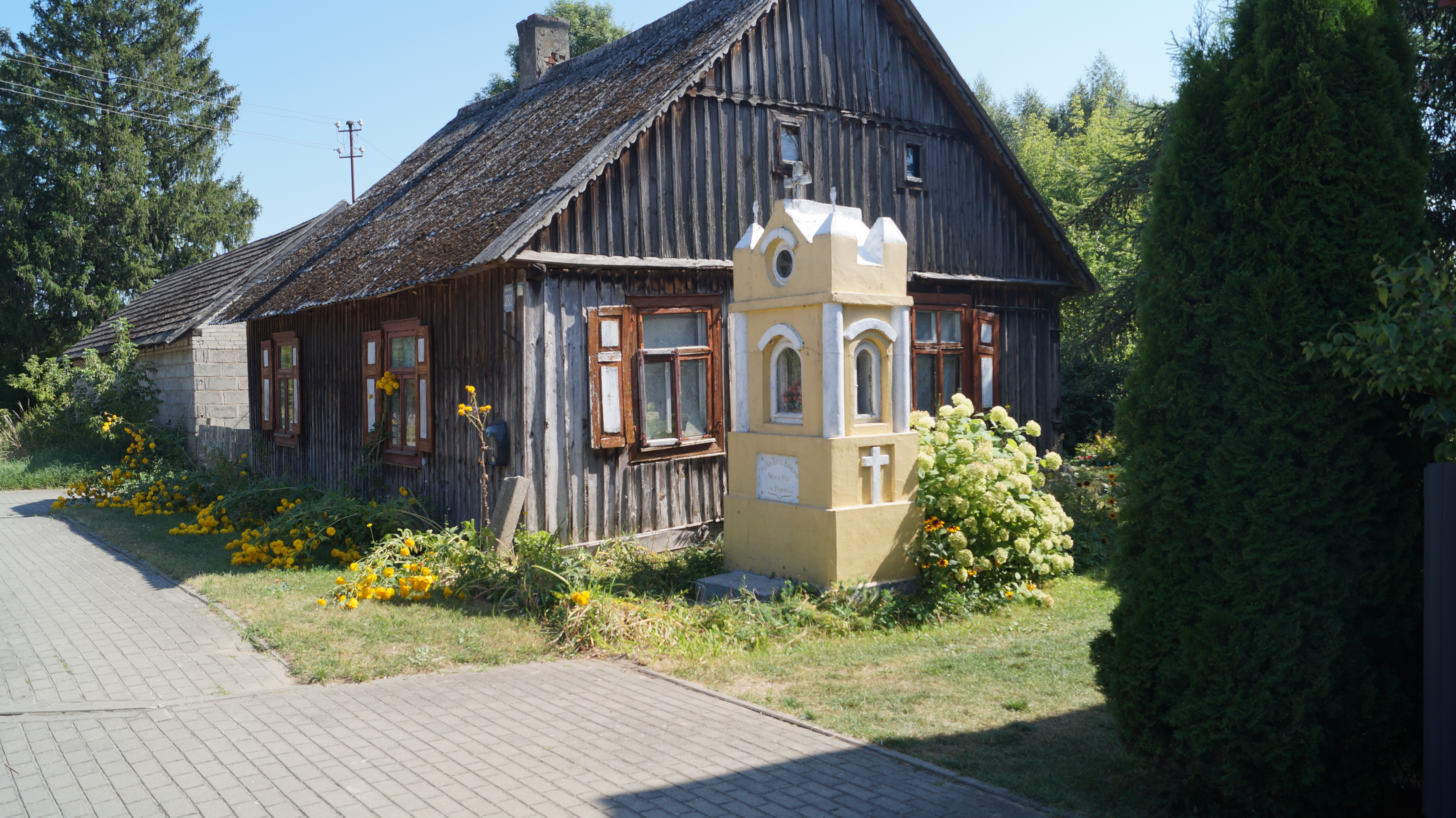
Kapliczka z lat 20.–30. XX wieku i chałupa z końca XIX wieku
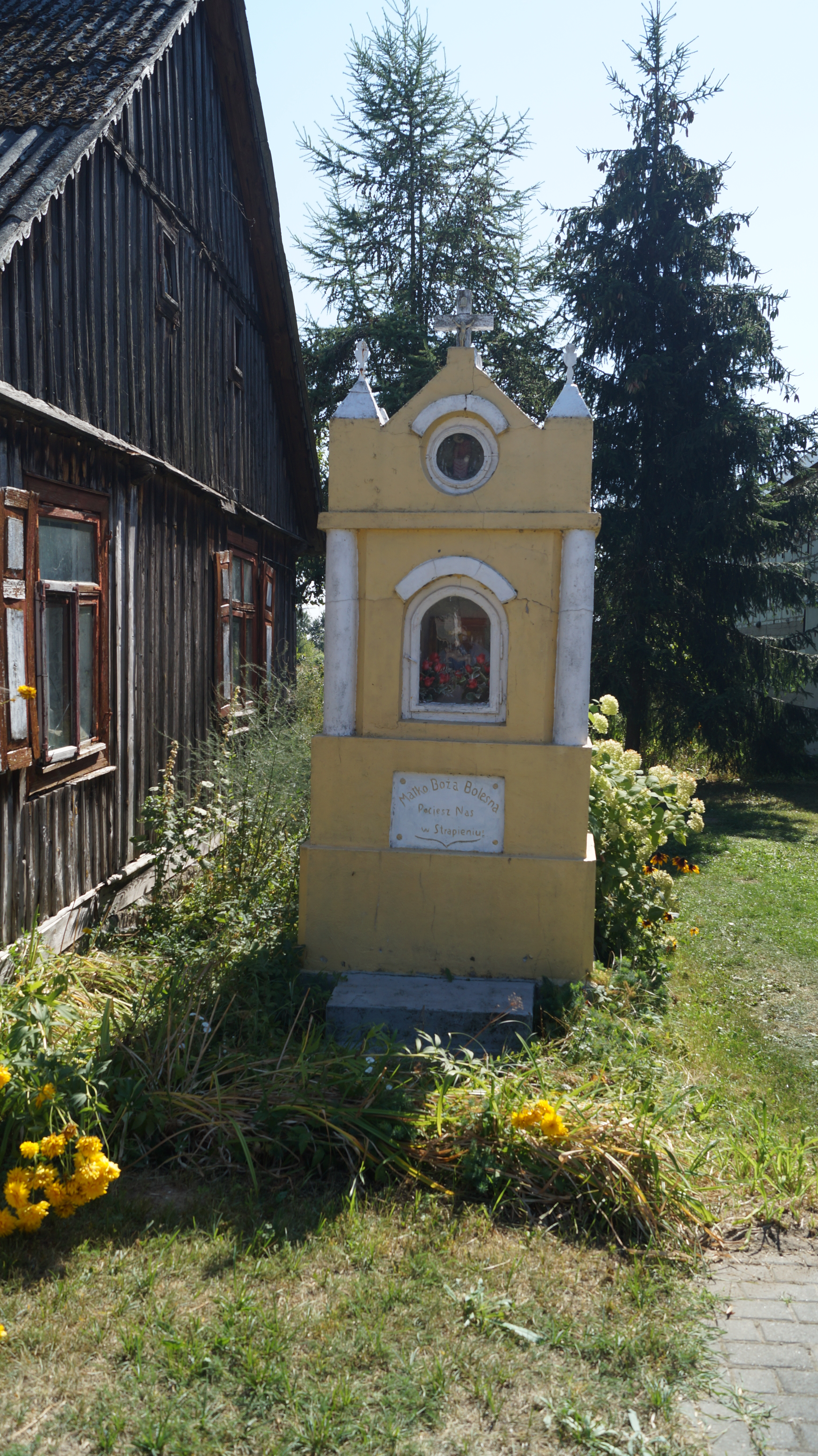
Kapliczka przydrożna z lat 20.–30. XX wieku
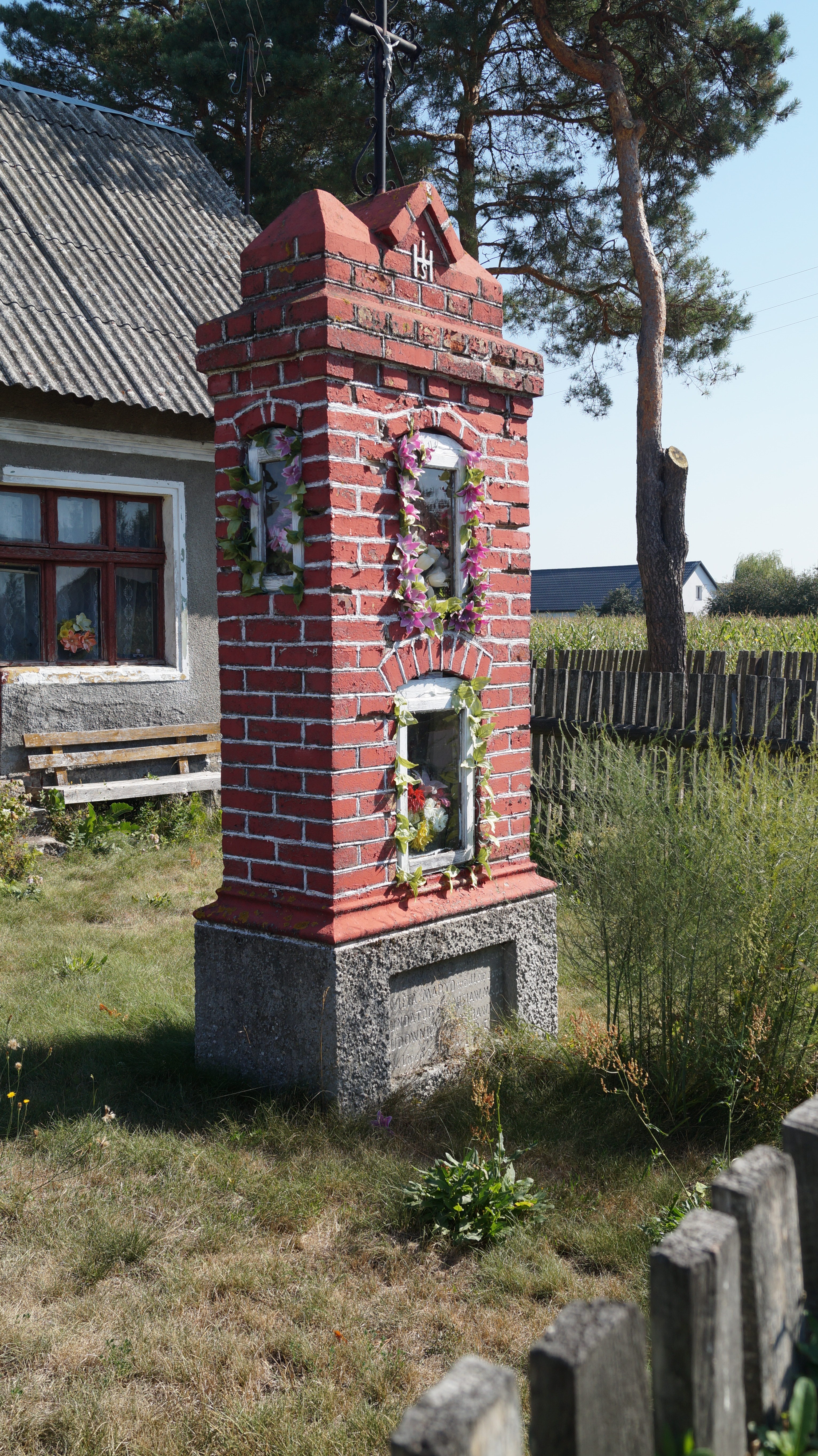
Kapliczka przydrożna z lat 50. XX wieku
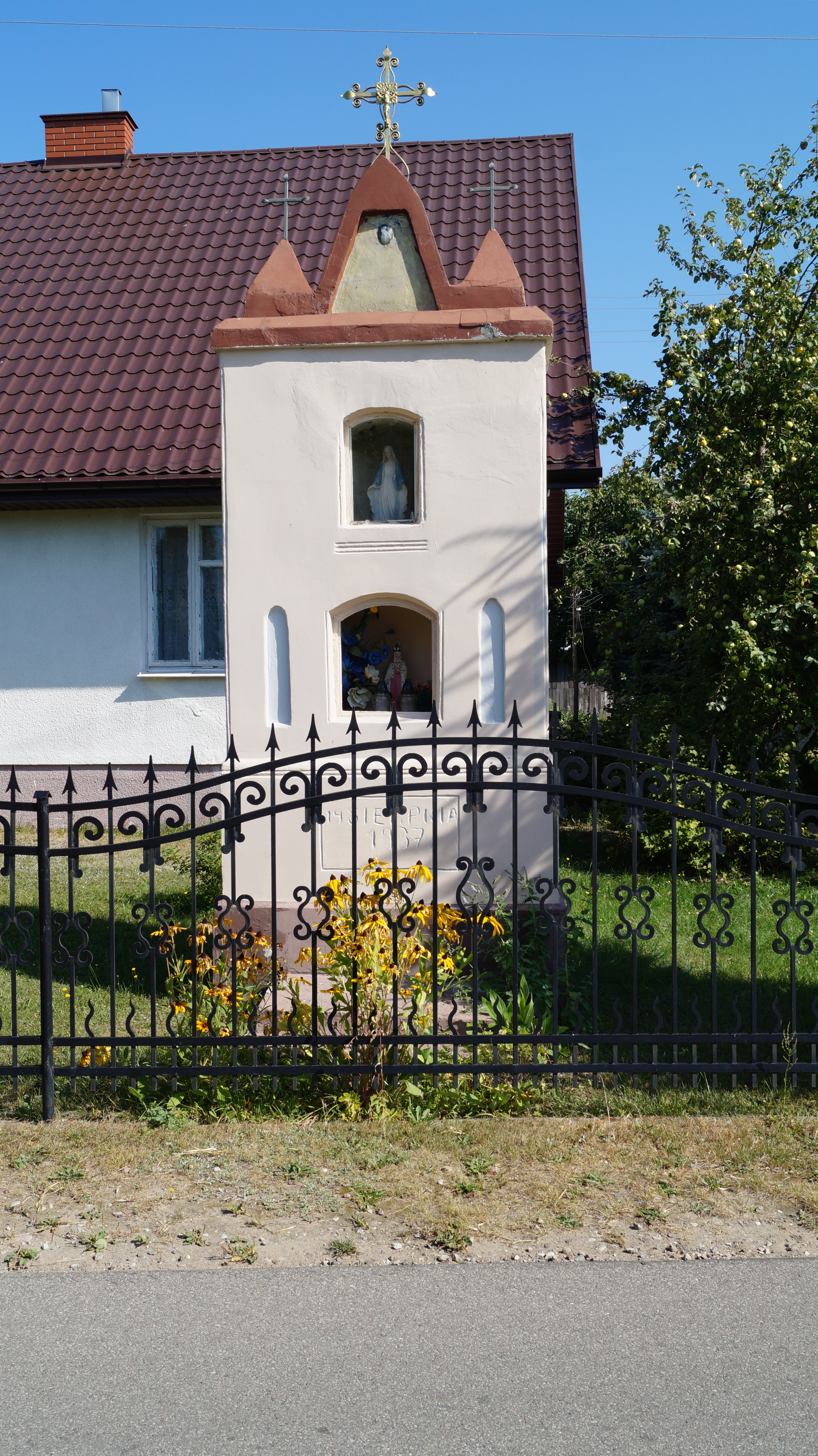
Kapliczka przydrożna z 1937
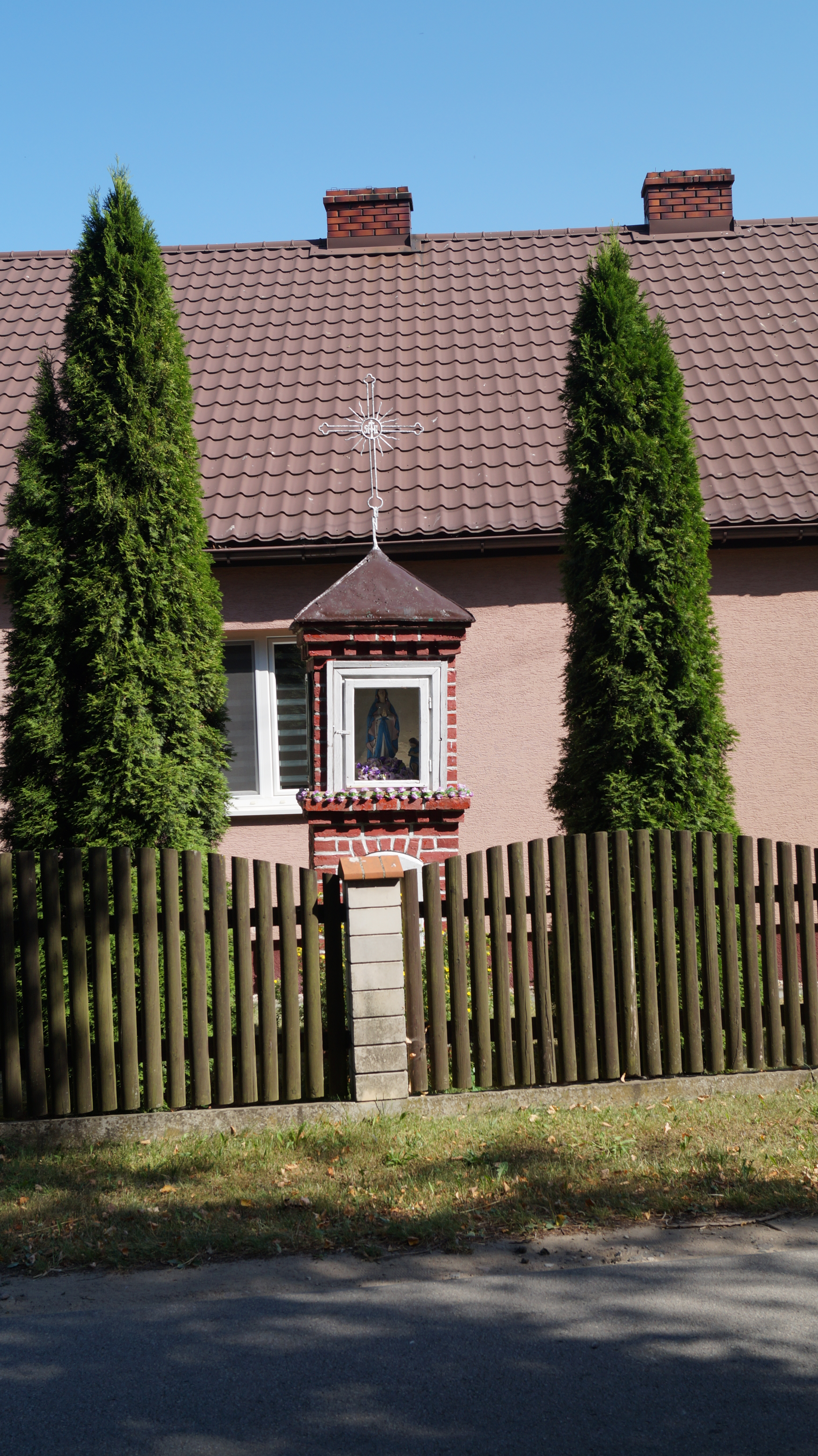
Kapliczka przydrożna
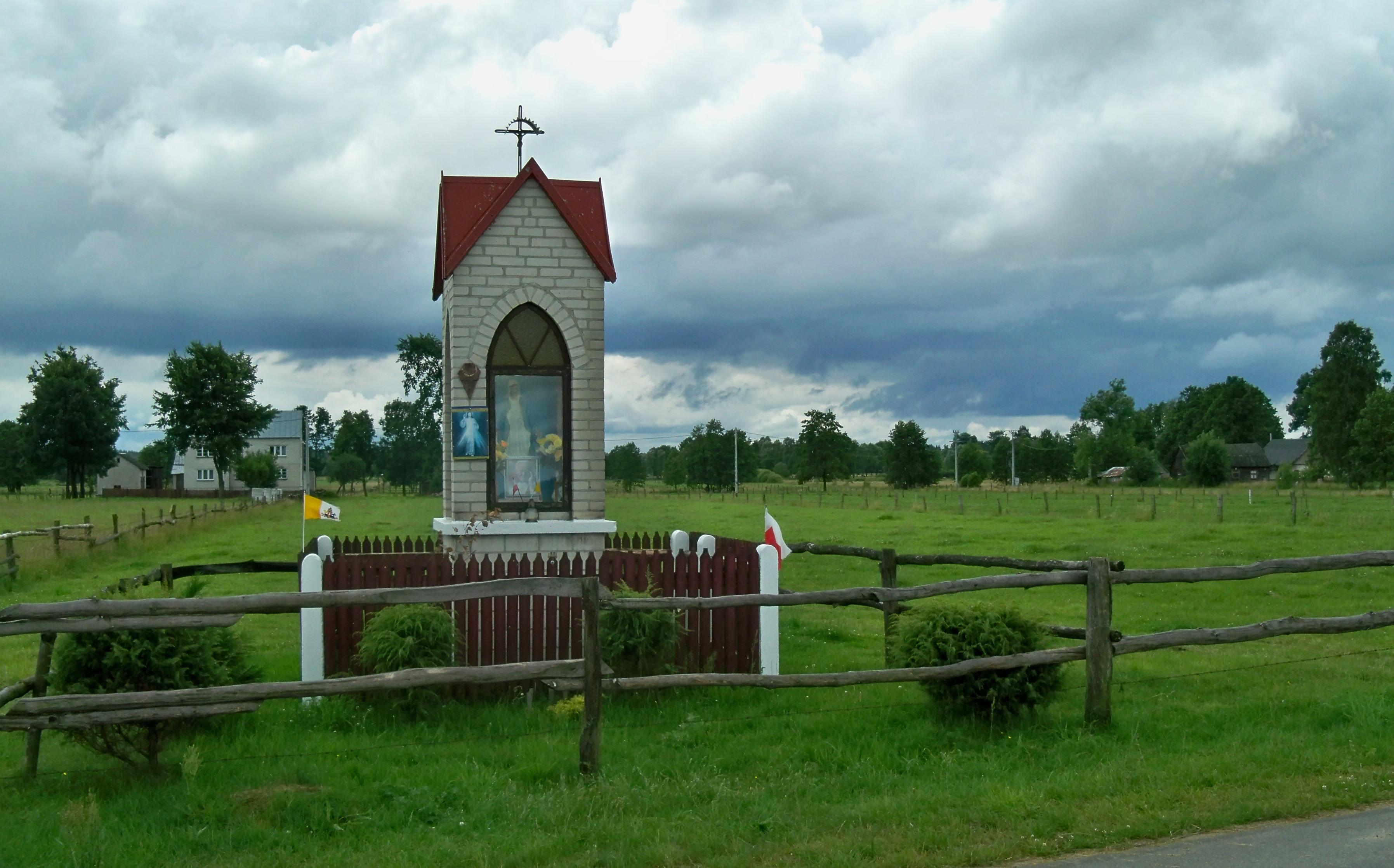
Kapliczka w przysiółku Gównicha